# Taylor Wurtz
Pour les articles homonymes, voir Wurtz.
Taylor Wurtz, née le 13 août 1990 à Brandon (Wisconsin, États-Unis) est une joueuse américaine de basket-ball.

## Biographie
Elle joue en National Collegiate Athletic Association avec les Badgers du Wisconsin de 2009 à 2014, ne disputant que cinq rencontres de la saison 2012-2013 en raison d'une blessure au dos. Elle conclut sa carrière universitaire comme seizième marqueuse de l'histoire de l'université avec 1 367 points, réussissant 206 paniers à trois points, et septième aux rebonds (793).
Elle signe son premier contrat au Sparta Bertrange dans le peu renommé championnat luxembourgeois, puis passe trois saisons en Suède.
Avec Ostersund, en 2016-2017, elle remporte 26 rencontres avec 19,2 points, 8,1 rebonds, 3,2 passes décisives et 2,3 interceptions. Avec Telge, elle dispute 25 rencontres avec des statistiques de 21,3 points, 9,8 rebonds, 2.6 passes décisives et 1,2 interception, portant son équipe jusqu'aux demi-finales du championnat.
Après une saison réussie à Montpellier (7,9 points en 22 minutes) et une finale obtenue en éliminant Bourges, elle signe pour la saison 2019-2020 avec Landerneau.
En avril 2023, elle rejoint Bourges en tant que joker médical jusqu'à la fin de la saison 2022-2023.

## Palmarès

### En club
- Finaliste du championnat LFB 2019
- Finaliste de l'Eurocoupe 2019

## Distinctions personnelles
- Meilleur cinq académique la Big Ten (2014[2])
- Deuxième cinq du championnat de Suède (2018[3])